# Lucas Hornos
Lucas Hornos (São Paulo, 30 de outubro de 1990) é um ator e designer brasileiro.

## Carreira
Como ator, Lucas é melhor conhecido por interpretar Caquinho durante as 4ª e 5ª temporadas do sitcom Sai de Baixo, exibido pela Rede Globo entre 1996 e 2002.
À época em que Lucas entrou para o elenco de Sai de Baixo, já contabilizava participações em 35 comerciais de televisão e em um videoclipe da banda Capital Inicial. Havia também acabado de passar em um teste para a telenovela Chiquititas, mas preferiu continuar na Globo.

## Trabalhos na TV
- 1999-2000 - Sai de Baixo (Rede Globo)
- 1999-2000 - A Turma do Didi (Rede Globo)
- 2008 - 9mm: São Paulo (Fox Brasil)[3]